# Liaison Interne Satellite Aérogare
Liaison Interne Satellite Aérogare — друга лінія Véhicule Automatique Léger в паризькому аеропорту Шарль-де-Голль. 
Лінія введена в експлуатацію 27 червня 2007 року, приблизно через два з половиною місяці після лінії 1 і одночасно з відкриттям терміналу S3. 
Колійне сполучення з 1 лінією відсутнє.
Liaison Interne Satellite Aérogare (внутрішнє сполучення із сателітом терміналу – тобто просторово відокремлена станція посадки S3, яка була нещодавно побудована в основному для Airbus A380) спочатку з’єднувала термінали 2E та 2E та мала майже 700 м, частково побудована як естакадна лінія.
З інтервалом кожні дві хвилини, пасажирообіг складе 4,5 тисячі осіб/годину, з використанням 3 VAL 208NG та 8 Val 208NG2 здвоєних вагонів від Siemens Mobility. 

15 квітня 2011 року було відкрито депо та продовжено маршрут до терміналу S4, який будувався. 
Нова кінцева станція терміналу S4 обслуговується з моменту її запуску в експлуатацію у 2012 році. 
Для цього замовлено VAL 208NG2, який може працювати на подвійній тязі.
Маршрут, що пролягає в напрямку схід-захід, на всьому протязі двоколійний з острівними платформами. 
Платформи відокремлені від колій прозорими скляними перегородками із заглибленими платформними сітчастими дверима. 
Двері відкриваються лише тоді, коли поїзд стоїть. 
Є двоколійні пересадки перед станцією терміналу 2E та за кінцевою станцією терміналу S4. 
За останньою станцією знаходиться депо.
Потяг курсує з 4:30 до 12:30, можливий інтервал — 120 секунд. 
Найкоротший цикл - 155 секунд, пропонується вранці між 5:30 і 7:00, найдовший - п'ять хвилин. 
Не всі потяги курсують до станції «Термінал S4»: після 16.00 п’ять потягів із шести закінчують трафік на станції «Термінал S3», а після 18.30 вони взагалі не зупиняються.